# Gabin Allambatnan
Gabin Allambatnan né le 19 février 2000 à Massaguet, dans la région du Hadjar-lamis est un gardien de but professionnel tchadien. Il a joué pour le club Coton Sport de Garoua  au Championnat du Cameroun de football, et de l'équipe nationale du Tchad.
En février 2025, il annonce son retrait de l'équipe nationale du Tchad. Ce retrait fait suite au limogeage de l'entraîneur Kévin Nicaise. Il est remplacé par l'entraîneur Tahir Zakaria.